# Кореопсис большой
Кореопсис большой (лат. Coreopsis major) — вид травянистых растений рода Кореопсис (Coreopsis) семейства Астровые (Asteraceae).

## Ботаническое описание
Кореопсис большой — многолетнее травянистое растение высотой от 60 до 90 см, иногда до 120 см, шириной от 30 до 60 см. Листья простые или трёхлисточковые, листочки ланцетно-эллиптические или сужено ланцетные, длиной от 2,5 до 5,5 см, шириной от 0,6 до 1,5 см.
Цветки — жёлтого цвета с ярко-жёлтыми лучами и жёлтым, иногда с красноватым оттенком, центром, около 5 см в диаметре. Язычковые цветки — до 3 см длиной, цветки диска в числе 40-80, с желтыми венчиками. Цветы собраны в рыхлые кластеры на вершине растения. Цветёт в июне-июле.
Размножается семенами и столонами.

## Ареал и местообитание
Растение произрастает на юго-востоке США. Часто встречается на полях, в открытых лесных массивах, в кустарниках, на обочинах дорог.

## Культивирование
Растёт на сухой или умеренно увлажнённой почве. Способен расти на обеднённой, песчаной и каменистой почве при условии хорошего дренажа. Устойчив к жаре, влажности и засухе. Можно размножать корневищами, которые необходимо разделять каждые 2-3 года. Часто используется в оградах.